# Ітуріа
Ітуріа (Ітурі) (2-а пол. XXI ст. до н. е.) — енсі міста-держави Ешнунна з близько 2026 року до н. е.

## Життєпис
Про походження практично відсутні відомості. Припускают, що був представником місцевої знаті. Призначений намісником (енсі) Ешнунни урським царем Шу-Сіном. Зберігав вірність останньому, спорудивши храм царю-богу Шу-Сіну.
З початком панування Іббі-Сіна, царя Ура, становище його держави швидко погрішувалося через навалу аморейських племен. Ітуріа скористався ситуацією і на 3-й рік панування Іббі-Сіна (десь 2026 до н. е.) оголосив про незалежність. В подальшому відбив спроби лугаля Ішбі-Ерра підкорити Ешнунну.
Тривалість панування та навіть приблизна дата смерті невідомі. Йому спадкував син Шу-ілія